# Береговые Морины

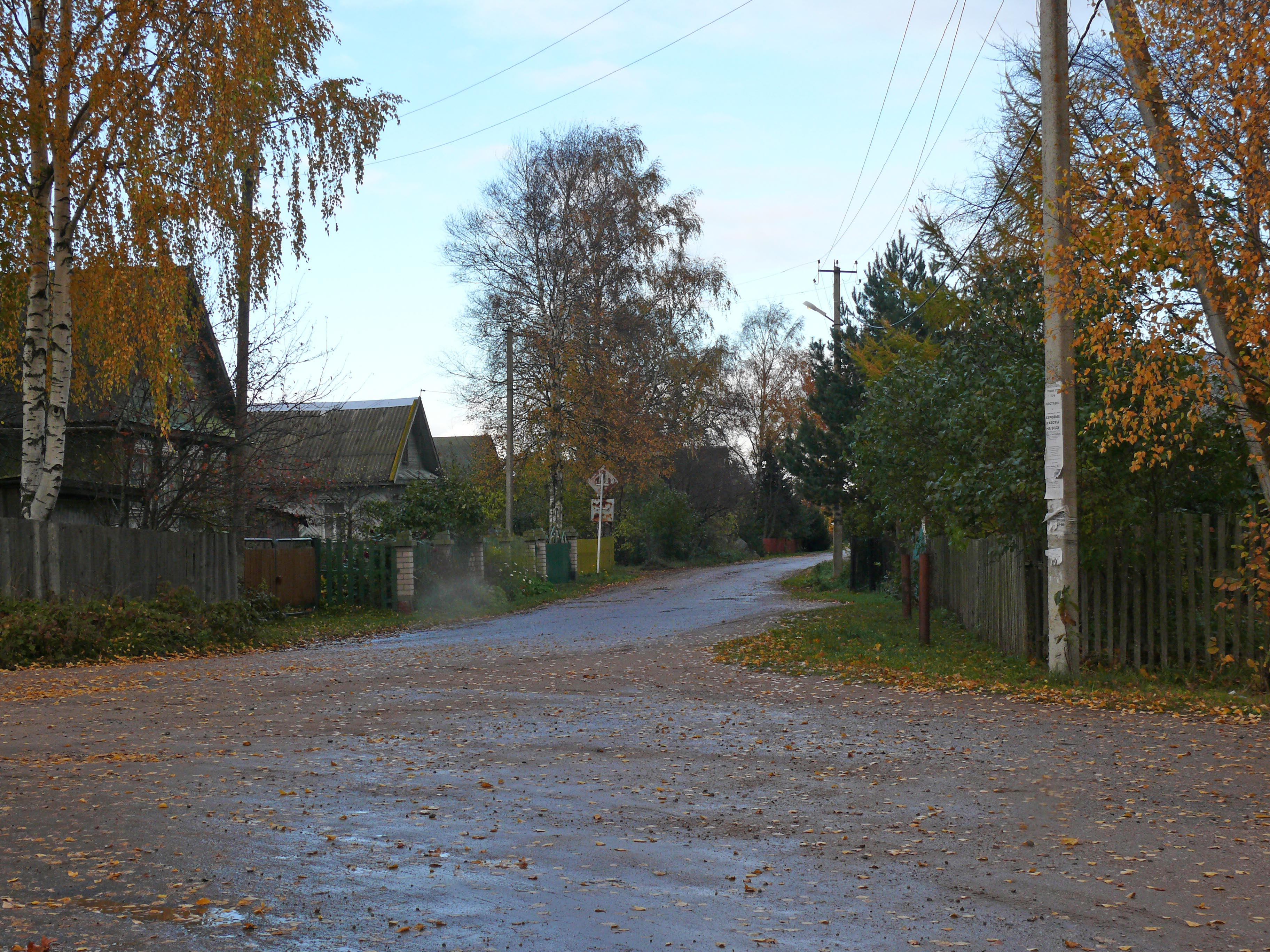
Перекрёсток в Береговых Моринах

Береговы́е Мо́рины — деревня в Новгородском районе Новгородской области, входит в состав Ракомского сельского поселения.
Деревня расположена в новгородском Поозерье, на берегу озера Ильмень, недалеко от истока реки Волхов. Ближайшие населённые пункты: деревни Горные Морины, Нехотилово, Новое Ракомо, Медвежья Голова.

## История
Поселение на месте современных Береговых Морин возникло в XI—XII веках. При раскопках в этом районе было обнаружено древнее селище с характерными для этого времени обломками керамики. Рядом с деревней, в 40 м от озёрного берега, находится древнее погребение, выделяющееся как небольшая прибрежная сопка.
В XV веке деревня входила в Пискупицкий погост и насчитывала 21 двор. Как записано в писцовой книги того времени, она была вопчей, то есть принадлежала Новгородскому владыке и Юрьеву монастырю.
Во Второй Новгородской летописи под 1560 годом упоминается о чуде исцеления от иконы Святого Духа 12-летнего юноши из деревни Морино. В записи под 1572 годом сообщается о поездке новгородского владыки Леонида «к Москве Юрьевскою релею на свои владычные деревни на Морина».
Из писцовых книг 1585—1586 годов известно, что в деревне в то время насчитывалось уже 35 дворов, 22 из них принадлежали Софийскому Дому. Поскольку вокруг деревни было мало пахотной земли, население в основном занималось рыбной ловлей. В Моринах находился также специальный двор Софийского Дома, где с местных жителей собирался рыбный оброк.
В 1944 году, в ночь на 14 января в районе деревни Троица и Береговые Морины началось наступление 59-й армии Волховского фронта, что вместе с ударом в районе Подберезья позволило охватить кольцом группировку противника и в течение недели освободить Новгород.